# J'épouse la sœur de ma veuve
Pour plus de détails, voir Fiche technique et Distribution.
J'épouse la sœur de ma veuve ou Rigadin épouse la sœur de sa veuve est un film muet français réalisé par Georges Monca, sorti en 1916.

## Fiche technique
- Titre : J'épouse la sœur de ma veuve
- Titre alternatif : Rigadin épouse la sœur de sa veuve
- Réalisation : Georges Monca
- Scénario :
- Photographie :
- Société de production : Pathé Frères
- Société de distribution : Pathé Frères
- Pays de production :  France
- Langue : film muet avec les intertitres en français
- Métrage : 595 mètres
- Format : Noir et blanc — 35 mm — 1,33:1 — Muet
- Genre :  Comédie
- Numéro de catalogue Pathé : 7601
- Durée : 20 minutes
- Dates de sortie : 
  -  France : 16 juin 1916

## Distribution
- Charles Prince : Rigadin
- Charles Lorrain : Falempin
- Lucy Mareil : Léonora
- Yvonne Harnold : Mme Rigadin